# Rusko
Раско (англ. Rusko, настоящее имя Christopher William Mercer — Кристофер Уильям Мерсер, род. 26 января 1985) — британский дабстеп-музыкант, диджей и продюсер.

## История
Кристофер окончил Музыкальный Колледж в Лидсе. Дабстепом музыкант заинтересовался после мероприятия «Sub Dub», которое состоялось в его городе. Увлеченный, Rusko переезжает в Лондон, для сотрудничества с музыкальным лейблом «Sub Soldiers» и музыкантом Caspa.
Дебютным дабстеп-треком Rusko был «SNES Dub», который вышел в 2006 году. В 2007 выпускает «Babylon, Vol. 1» при участии «Sub Soldiers», «Fabriclive 37», и «Caspa».
Первым наиболее успешным хитом Rusko стал трек «Cockney Thug», миксы которого делали многие успешные диджеи.

## Дискография
Мини-альбомы
| Год  | Об альбоме |
| ---- | --- |
| 2012 | Cypress X Rusko (совместно с Cypress Hill) - Дата выпуска: 12 августа 2012 - Лейбл: V2 Records, Cooperative Music |
| 2012 | Kapow - Дата выпуска: 5 ноября 2012 - Лейбл: самостоятельный выпуск                                               |
| 2013 | Lift Me Up - Дата выпуска: 2 июля 2013 - Лейбл: OWSLA                                                             |

Студийные альбомы
| Год  | Об альбоме                                                                                 |
| ---- | ------------------------------------------------------------------------------------------ |
| 2007 | FabricLive.37 (совместно с Caspa) - Дата выпуска: ноябрь 2007 - Лейбл: Fabric              |
| 2010 | O.M.G.! - Дата выпуска: 4 мая 2010 - Лейбл: Mad Decent, Downtown Music                     |
| 2012 | Songs - Дата выпуска: 26 марта 2012 - Лейбл: Mad Decent, Downtown Music, Cooperative Music |